# Чандрагупта I
Чандрагупта I — правитель Индии из династии Гуптов. Его правление приходится на 320-е годы н. э. Основатель династии, Шри-Гупта, был его дедом.
В юности уделом Чандрагупты была Магадха. Около 308 года он взял в жёны Камарадеви, дочь правителя Личави (современный Непал). Династическая уния двух княжеств положила начало могущественному государству Гуптов. Год его коронации — 320 н. э. — был принят за отправную точку нового летоисчисления — эры Гупты (продержалась всего несколько столетий). Монеты того времени изображают род Личхави на одной стороне и Чандрагупту с супругой — на другой.
Сведений о правлении Чандрагупты сохранилось очень мало. Пураны сообщают, что он раздвинул пределы своего царства до самого южного Бихара. Однако создание подлинной империи было делом его сына Самудрагупты. В конце жизни Чандрагупта принял титул царя царей (махараджадхираджа). Принято считать, что он отрёкся от престола в пользу сына.

## Источник
- Биография в Британской энциклопедии